# Fennellia ovipes
Fennellia ovipes är en mångfotingart som beskrevs av Loomis 1941. Fennellia ovipes ingår i släktet Fennellia och familjen fingerdubbelfotingar. Inga underarter finns listade i Catalogue of Life.